# Элкшни
Э́лкшни (латыш. Elkšņi) — населённый пункт в Виеситском крае Латвии. Административный центр Элкшнинской волости. Находится на берегу реки Сусея около региональной автодороги P73 (Вецумниеки — Нерета — Субате). Расстояние до города Екабпилс составляет около 47 км. По данным на 2016 год, в населённом пункте проживал 161 человек. В селе находится лютеранская церковь XIX века.

## История
Во времена Российской империи село носило название Еллерн (Эллерн).
В советское время населённый пункт носил название Дзениши и был центром Элкшненского сельсовета Екабпилсского района. В селе располагалась центральная усадьба совхоза «Сусея».